# Midnattsol
Midnattsol est un groupe de heavy metal allemand, originaire de Ludwigsburg, Bade-Wurtemberg. Il est formé en 2002. Leur premier album studio, Where Twilight Dwells, est publié en 2005. En octobre 2008, le groupe remporte le prix de « meilleur espoir » au Metal Female Voices Fest. En septembre 2007, le groupe commence à enregistrer son deuxième album studio, intitulé Nordlys, publié le 28 mars 2008. Leur troisième album, The Metamorphosis Melody, sort en 2011.

## Biographie
En 2002, la chanteuse Carmen Elise Espenæs et le guitariste Chris Hector fondent le groupe de folk metal norvégien, Midnattsol. Leur son est essentiellement du metal, qu'ils qualifient eux-mêmes de « nordic », avec toutefois quelques influences folkloriques et gothiques dans ses mélodies. Leurs paroles sont largement inspirées de contes populaires norvégiens. Les membres ont pour la plupart des projets parallèles : les guitaristes Daniel Droste et Christian Hector ont récemment uni leurs forces pour former Ahab, un groupe allemand de doom metal, Chris Merzinsky et Birgit Öllbrunner jouent aussi dans le groupe R:I:P.  En 2003, ils réalisent leur première démo et signent au label Napalm Records.
Leur premier album studio, Where Twilight Dwells, est publié en 2005. Cette même année, ils jouent au Feuertanz Festival, au Summer Breeze, Wave-Gotik-Treffen et au Metal Female Voices Fest. En 2006, ils participent au festival M’era Luna puis encore une fois au Metal Female Voices Fest. En septembre 2007, le groupe commence à enregistrer son deuxième album studio, intitulé Nordlys, publié le 28 mars 2008. Il comprend des compositions plus soignées, un son de guitares plus clair, des riffs plus étudiés et moins « rentre-dedans ». La chanteuse évolue dans un registre qui tend vers le chant lyrique. En septembre, le groupe recrute le guitariste Fabian Pospiech après le départ d'Hector. Le 10 juillet 2009, Midnattsol annonce le départ du guitariste Fabian Pospiech pour se concentrer à sa vie familiale. En octobre la même année, le groupe remporte le prix de « meilleur espoir » au Metal Female Voices Fest.
En mai 2010, ils participent au Ragnarök-Festival. En novembre 2010, le groupe publie sur YouTube une vidéo de Carmen annonçant le nom du futur troisième album, The Metamorphosis Melody. Cet album sort en 2011, et est encore plus inspiré et varié. Il y a toujours des morceaux dont les paroles sont écrites en norvégien, et certains instruments traditionnels (comme le mouth harp) font leur apparition. En 2013, Carmen et les membres de The Sins of Thy Beloved Anders Thue et Stig Johansen forment un groupe appelé Savn. En mars 2013, Midnattsol annonce un nouvel album. Plus de nouvelles depuis.
En février 2018, après 7 ans d'absence, le groupe diffuse un teaser pour annoncer leur quatrième album intitulé The Aftermath était prévu pour sortir le 25 mai chez Napalm Records. Le groupe annonce par la même occasion la venue de la sœur de Carmen, Liv Kristine, comme seconde chanteuse et de Stephan Adolph comme guitariste et chanteur.

## Membres

### Membres actuels
- Carmen Elise Espenæs - chant (depuis 2002)
- Daniel Fischer - claviers (depuis 2002)
- Alex Kautz - guitare (depuis 2009)
- Liv Kristine - chant (depuis 2018)
- Stephan Adolph - guitare et chant grave

### Anciens membres
- Birgit Öllbrunner - basse  (depuis 2002)
- Chris Merzinsky - batterie (depuis 2002)
- Christian Fütterer - guitare (2002)
- Christian Hector - guitare (2002–2008)
- Fabian « Fabz » Pospiech - guitare (2008–2009)
- Daniel Droste - guitare (2003–2010)
- Matthias Schuler - guitare (depuis 2011)